# Guscio (botanica)

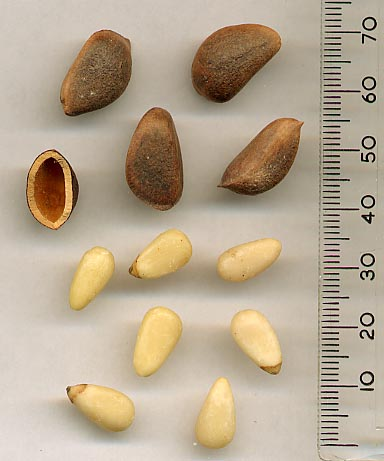
Pinoli coreani con e senza guscio

In botanica, il guscio è l'involucro, generalmente legnoso, che protegge il frutto o il seme di alcune piante.
Nei semi, la funzione del guscio viene assunta dallo spermoderma (o episperma), ovvero il tegumento che li racchiude.
Per quanto riguarda invece i frutti, nel caso dei frutti a noce (ad es. mandorle, pinoli, noci di cocco, ecc.) il guscio è costituito dal pericarpo, mentre nelle drupe (p.e. albicocche, noci, ciliegie, ecc.) è l'endocarpo.